# Pothyne multivittipennis
Pothyne multivittipennis là một loài bọ cánh cứng trong họ Cerambycidae.